# Освіта в Івано-Франківську

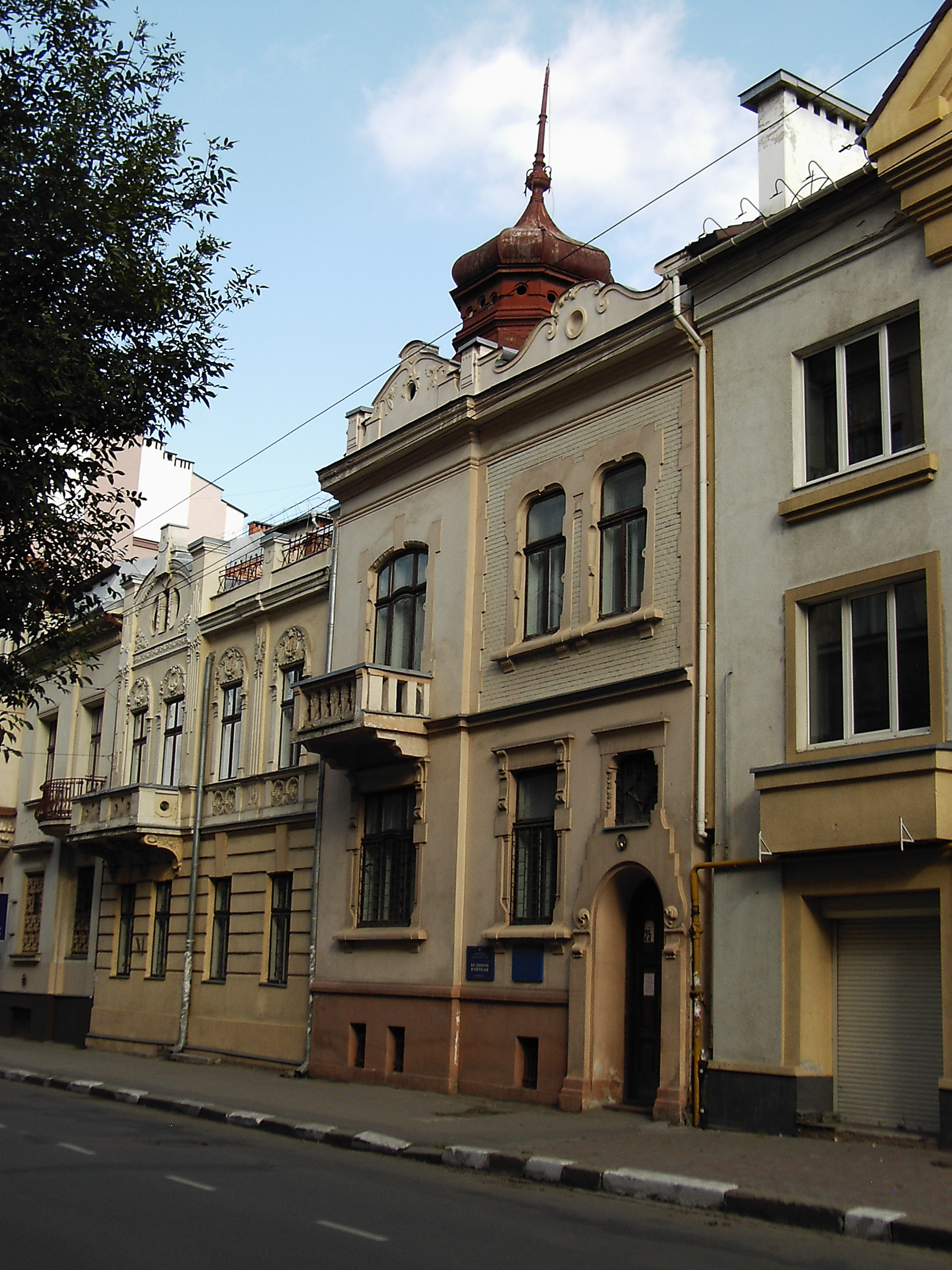
Будинок вчителя Управління освіти і науки та Державна художня школа

## Історія розвитку освіти в місті

### Польський період
- «Академія», або «колонія» Краківської академії
- Колегія єзуїтів (Івано-Франківськ)

### Австрійський період
- 1 листопада 1784 почала діяти Станиславівська цісарсько-королівська гімназія
- У 1905 почала діяти Станиславівська українська гімназія

### ЗУНР
В 1921 р. Станиславів став воєводським центром. А вже у 1925 р. у місті налічувалось 6 державних гімназій, 18 шкіл, духовна семінарія, 25 культурно-освітніх і спортивних товариств, 3 музичні школи, 4 театри, 4 кінотеатри.

### Радянський період
З 1955 року створено філію загальнотехнічного факультету «Львівської Політехніки» (тепер Державний технічний університет нафти і газу).
У 1968 році в місті проживало вже 96 тис. мешканців. Це збільшення відбувалось за рахунок приїжджих зі східних областей, якими намагались наповнити старе місто і переселення сюди для роботи на підприємствах мешканців околиць та інших районів області. Таким чином відбулась «демографічна революція» — планомірна загальносоюзна політика міграцій. Церкви й монастирі передавались під склади і господарські приміщення. Активно створювались російські школи і класи. В інститутах основною мовою стає російська, хоча відсутність іноземців (закрите місто з мілітаризованою промисловістю) робила цю вимогу не обов'язковою.
До кінця 80-х років із площею міста — 3380 га та його населенням — 244,7 тис. осіб тут функціонували три інститути (13200 студентів), 11 профтехучилищ, 29 загальноосвітніх шкіл (28 700 дітей), 53 дитсадки.

### Освіта часів відновлення Незалежності України
У 2009—2010 навчальному році в місті Івано-Франківську функціонували 49 загальноосвітні навчальні заклади, де в 866 класах навчається 21989 учнів. У тому числі: 2 приватні школи (28 класів, 416 учнів), навчально-реабілітаційний центр для дітей з особливими потребами (20 класів, 158 учнів), 3 спеціалізовані школи з поглибленим вивченням іноземних мов (100 класів, 2980 учнів), 3 гімназії, природничо-математичний ліцей, ЗШЛ № 23, загальноосвітня школа-інтернат № 1; 4 школи-садки.
Порівняно з минулим навчальним роком кількість учнів збільшилася на 113 (0,5 %), а класів на 12 (1,4 %). Вперше з 1997 року відбулося зростання мережі за рахунок збільшення кількості учнів у 1-9 класах на 6 %.
У зв'язку із збільшенням на 12 класів мережі загальноосвітніх навчальних закладів та скороченням показника середньої наповнюваності з 10,1 % до 11,3 % зріс показник охоплення дітей навчанням у другу зміну, хоча порівняно із 1996-97 навчальним роком (27,7 %) він скоротився майже в два з половиною рази. За цей період кількість загальноосвітніх навчальних закладів зросла із 39 до 42–х.
На даний час у другу зміну займаються 2474 учні десяти навчальних закладів.
Найбільшою за кількістю учнів є ЗШ № 22 (1418 учнів).
Середня наповнюваність по місту становить 25,4 і скоротилася в порівнянні з минулим роком на 0,2 %.
Створено умови для навчання дітей, котрі не можуть відвідувати школу. 71 учень охоплений індивідуальним навчанням, у тому числі 34 – це діти з вадами та діти, що мають статус дитини-інваліда. Крім цього, здійснюється індивідуальне навчання дітей, що перебувають на довготривалому лікуванні в обласній дитячій лікарні (на базі ЗШ № 6).
На 7 зросла кількість груп продовженого дня. У 121-й груп продовженого дня охоплено 2474 учні.
Здійснюється навчання дітей мовами національних меншин. ЗШ № 3 налічує 19 класів на 451 учня з російською мовою навчання та 12 класів на 237 учнів з польською мовою навчання, що має тенденцію до зростання.

#### Дошкільна освіта
У 2009 році у місті Івано-Франківську сформовано освітній простір, у складі якого 43 дошкільних навчальних заклади (27-ясел-садків, 5- шкіл-садків).
З них: 1 відомчого підпорядкування (№ 8 УМВС), всі інші комунальної форми власності.
На 04.09.2009 року у 27-и дошкільних навчальних закладах та 5-и школах-садках функціонує 271 група, у яких виховуються і навчаються 7010 дітей віком від 2 до 6 років (це на 4,5 % більше, ніж торік).
Уся робота дошкільних навчальних закладів міста спрямована на реалізацію завдань, передбачених програмою «Освіта міста Івано-Франківська. 2008—2011роки».
З вересня 2009 року педагоги дошкільних навчальних закладів працюють за новою Базовою програмою розвитку дитини дошкільного віку «Я у Світі».
Організацію педагогічного процесу здійснювали 674 педагоги, чисельність яких порівняно з 2007—2008 н.р. зросла на 32 (4,7 %) внаслідок розширення мережі груп у дошкільних навчальних закладах.
Рішенням сесії міської ради в 2009 році:
- проведено реорганізацію загальноосвітньої школи-садка І ступеня № 8 у дошкільний навчальний заклад № 20 «Росинка».
- надано дозвіл на функціонування двох дошкільних груп на базі Івано–Франківської обласної загальноосвітньої школи–інтернату І–ІІІ ступенів для дітей – сиріт, які залишилися піклування батьків у селі Угорники. З 23. 11. 2009 р. розпочали функціонувати дві дошкільні групи на базі школи – інтернату, у яких виховуються і навчаються 36 дітей дошкільного віку.

- відкрито в приміщенні за адресою: вул. Вовчинецька , 210 (колишній коледж статистики) дошкільний навчальний заклад № 17 «Ромашка» для дітей із загальним розвитком (на даний час проводяться ремонтні роботи).

На стадії затвердження проектно–кошторисна документація на будівництво одного ДНЗ у мікрорайоні «Пасічна», дано дозвіл на отримання земельної ділянки для будівництва дошкільного закладу у мікрорайоні «Каскад».
З вересня 2009 р. до школи поступили понад 1926 (95 %) вихованців дошкільних навчальних закладів. З них 1665 дітей (86, 5 %) відвідували дошкільні заклади понад рік ; 98 (5, 1 %) відвідували ДНЗ менше року ; 78 дітей (4 %) вибули з дошкільного закладу з різних причин до завершення навчального року, але пройшли курс підготовки до школи. З числа майбутніх школярів 71 дитина (3, 7 %), якій станом на 05. 09. 2009 р. не виповнилося 6 років Всього у 2008—2009 н.р. підготовкою до навчання в школі охоплено 95 % цьогорічних першокласників.
У дошкільному навчальному закладі № 15 «Гуцулочка» проведять Фестиваль гуцульських ремесел , метою якого стало узагальнення знань дітей про ремесла, традиції, звичаї та говірку Гуцульщини.

#### Позашкільна освіта
З прийняттям Закону України «Про позашкільну освіту» сфера позашкільної освіти ввійшла у важливий етап розвитку, переходу до якіснішого стану. Зростає значення позашкільної освіти як для окремої людини, так і для суспільства в цілому.
Станом на 01.12.2009 року у системі освіти міста працювали 14 позашкільних закладів: міський Центр дитячої та юнацької творчості, міська дитяча екологічна станція, міський Центр науково – технічної творчості учнівської молоді, міський Центр дозвілля для дітей та юнацтва за місцем проживання, міський Дитячо-юнацький Пластовий Центр, ОК «Лімниця», ДЮСШОР № 1, ДЮСШ № 2, ДЮСШ № 3, міський Центр патріотичного виховання учнівської молоді ім. С.Бандери, міжшкільний Навчально-виробничий комбінат, які з вересня 2009 року відвідують понад 11 тисяч школярів.

#### Перелік загальноосвітніх навчальних закладів
| Назва                                                                                                  |  | Рік заснування | Адреса                        | Фото | Короткі відомості         |
| Спеціалізована загальноосвітня школа І-ІІІ ст. № 1 з поглибленим вивченням англійської мови            |  |                | вул. Довга, 37                |      | http://www.school1.if.ua/ |
| Загальноосвітня школа II-ІІІ ст. № 2                                                                   |  |                | вул. Дорошенка, 29            |      |                           |
| Загальноосвітня школа І-ІІІ ст. № 3                                                                    |  |                | вул. Франка, 14               |      |                           |
| Загальноосвітня школа І-ІІІ ст. № 4                                                                    |  |                | Південний бульвар, 24         |      |                           |
| Спеціалізована школа І-ІІІ ст. № 5 з поглибленим вивченням німецької мови                              |  |                | вул. Франка, 19               |      |                           |
| Загальноосвітня школа № 6 ім. Івана Ревчука                                                            |  |                | вул. Джерельна,2-а            |      |                           |
| Загальноосвітня школа І-ІІІ ст. № 7                                                                    |  |                | вул. Грушевського, 16         |      |                           |
| Загальноосвітня школа І ст. № 8                                                                        |  |                | вул. Коломийська, 9           |      |                           |
| Загальноосвітня школа І ст. № 9                                                                        |  |                | Гетьмана Мазепи, 169/4        |      |                           |
| Загальноосвітня школа І-ІІІ ст. № 10                                                                   |  |                | вул. Вовчинецька, 196-б       |      |                           |
| Спеціалізована школа І-ІІІ ст. з поглибленим вивченням англійської мови № 11                           |  | 1939           | вул. Лепкого, 9               |      | Сайт шк. № 11             |
| Загальноосвітня школа І-ІІІ ст. № 12                                                                   |  | 1956           | вул. Національної гвардії, 13 |      |                           |
| Загальноосвітня школа І-ІІІ ст. № 13                                                                   |  |                | вул. Галицька, 65             |      |                           |
| Загальноосвітня школа № 14                                                                             |  |                | вул. Шухевичів, 35            |      |                           |
| Загальноосвітня школа І-ІІІ ст. № 15                                                                   |  |                | вул. Незалежності, 207        |      |                           |
| Загальноосвітня школа І-ІІІ ст. № 16                                                                   |  |                | вул. Вовчинецька, 103         |      |                           |
| Загальноосвітня школа І-ІІІ ст. № 17                                                                   |  |                | вул. Набережна, 16-а          |      |                           |
| Загальноосвітня школа І-ІІІ ст. № 18                                                                   |  |                | вул. Тролейбусна, 7           |      |                           |
| Загальноосвітня школа І-ІІІ ст. № 19                                                                   |  |                | вул. Хоткевича, 56            |      |                           |
| Загальноосвітня школа І-ІІІ ст. № 20                                                                   |  | 1986           |                               |      |                           |
| Загальноосвітня школа І-ІІІ ст. № 21                                                                   |  | 1987           | вул. Сахарова, 36-а           |      |                           |
| Загальноосвітня школа І-ІІІ ст. № 22                                                                   |  |                | вул. Івана Павла II, 24       |      | Сайт шк. № 22             |
| НВК «Загальноосвітня школа-ліцей № 23 Прикарпатського національного університету ім. Василя Стефаника» |  | 1989           | вул. Гетьмана Мазепи, 90      |      |                           |
| Загальноосвітня школа І-ІІІ ст. № 24                                                                   |  |                | вул. Хіміків, 1               |      |                           |
| Загальноосвітня школа І-ІІІ ст. № 25                                                                   |  | 1993           | вул. 24 Серпня, 13            |      | Сайт шк. № 25             |
| Загальноосвітня школа І ст. № 26                                                                       |  |                | вул. Шухевичів, 27/а          |      |                           |
| Угорницька загальноосвітня школа І-ІІІ                                                                 |  |                | с. Угорники вул. Тополина, 22 |      |                           |
| Ліцей ім. В'ячеслава Чорновола                                                                         |  | 1957           | вул. Чорновола,130            |      | Сайт ліцею Чорновола      |
| Українська гімназія № 1                                                                                |  |                | Калуське шосе 1               |      |                           |
| Фізико-технічний ліцей                                                                                 |  | 1992           | вул. Степана Бандери, 77      |      | Сайт ФТЛ                  |
| Обласний ліцей-інтернат для дітей із сільської місцевості                                              |  |                | вул. Юності, 13               |      | Сайт ліцею                |

#### Вища освіта в Івано-Франківську
- Прикарпатський національний університет імені Василя Стефаника[7]
- Івано-Франківський національний технічний університет нафти і газу
- Івано-Франківський національний медичний університет
- Івано-Франківський інститут менеджменту та економіки «Галицька академія»
- Івано-Франківський інститут менеджменту Тернопільського національного економічного університету
- Івано-Франківський університет права імені короля Данила Галицького
- Західноукраїнський економіко-правничий університет ,
- Прикарпатський юридичний інститут Львівського державного університету внутрішніх справ
- Карпатський інститут інформатики і підприємництва Міжнародного науково-технічного університету
- Івано-Франківська Теологічна Академія Греко-Католицької Церкви
- Івано-Франківський богословський інститут
- Івано-Франківська духовна академія
- Івано-Франківський юридичний інститут Національного університету «Одеська юридична академія»

### Навчальні заклади II рівня акредитації
- Коледж електронних приладів Івано-Франківського національного технічного університету нафти і газу
- Івано-Франківський коледж фізичного виховання
- Івано-Франківський державний аграрний коледж
- Івано-Франківський державний коледж технологій та бізнесу
- Фінансово-комерційний кооперативний коледж імені С. Граната

### Навчальні заклади І рівня акредитації та ПТУ
- Коледж бізнесу та інформатики Галицької Академії
- Івано-Франківський технікум статистики
- Івано-Франківський базовий медичний коледж
- Івано-Франківський фінансово-комерційний кооперативний коледж ім.С.Граната
- Юридичний коледж Юридичного інституту Прикарпатського університету ім.В.Стефаника
- Івано-Франківське музичне училище ім.Дениса Січинського
- Івано-Франківське Вище професійне училище сервісного обслуговування техніки
- Івано-Франківський професійний політехнічний ліцей (ПТУ № 1)
- Івано-Франківській професійний будівельний ліцей (ПТУ № 5)
- Івано-Франківський центр професійно-технічної освіти №1 (ПТУ № 16)
- Івано-Франківське Вище професійне училище №13[8]
- Професійно-технічне училище №15 (Івано-Франківськ)
- Івано-Франківське Вище професійне училище №21[9]
- Івано-Франківський технікум Ресторанного Сервісу і Туризму Національного Університету Харчових Технологій
- Івано-Франківське Вище художнє професійне училище №3 та інші